# Hiodontidae
Los Hiodontidae son la única familia del orden Hiodontiformes, peces de río teleósteos del superorden Osteoglossomorpha, entre los que se incluyen solo un par de especies vivas, distribuidas por aguas de río de Norteamérica,  y varios fósiles.
Cuerpo de una longitud máxima de 50 cm, tienen una aleta anal moderadamente larga -con unos 20 radios- y separada de la aleta caudal ahorquillada.

## Sistemática
Existe una actual controversia aún por dilucidar. Hiodontiformes es un orden relativamente nuevo, consistente en una única familia Hiodontidae, con dos especies vivas del género Hiodon y tres géneros de especies extinguidas. Este orden no está reconocido por FishBase, que coloca la familia Hiodontidae dentro del orden Osteoglossiformes. Esté en el orden que esté, la familia Hiodontidae tiene 4 géneros:
- Eohiodon †
- Hiodon - Peces Ojos de luna
  - Hiodon alosoides (Rafinesque, 1819)
  - Hiodon tergisus (Lesueur, 1818)
- Plesiolycoptera †
- Yanbiania †